# Jemmapes (département)
Pour les articles homonymes, voir Jemmapes.
1793–1793
1795–1814
Entités précédentes :
- Pays-Bas autrichiens :
- (comté de Hainaut)
- (Tournaisis)

Entités suivantes :
- Royaume des Pays-Bas :
- (province de Hainaut)

Le département de Jemmapes est le nom donné au comté de Hainaut pendant les périodes d'occupation et d'annexion par la France, d'abord en mars 1793 et ensuite d'octobre 1795 (décret du 14 fructidor an III) à septembre 1814. Il fait partie des départements réunis et se voit attribuer le numéro 86 dans la liste des 130 départements français de 1811.
Son nom commémore la victoire française à la bataille de Jemappes. On l'écrit également Jemmape (sans « s » final).
Le numéro du département était le 86.

## Histoire

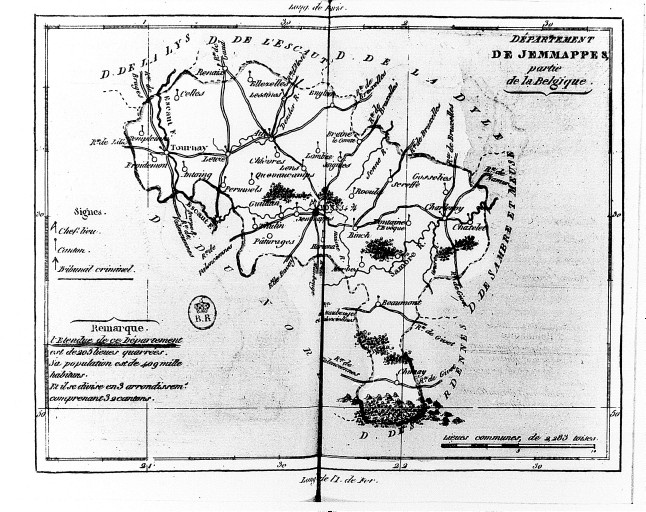
Le département de Jemmapes.

À la suite de la bataille de Jemappes (6 novembre 1792), les troupes de la République française conduites par le général Dumouriez envahissent les Pays-Bas autrichiens.
Le 12 mai 1790, la Constituante française avait déclaré dans un décret que la nation française renonçait à entreprendre aucune guerre dans le but de faire des conquêtes. Le 19 novembre 1792, un décret de la Convention nationale française promet secours et fraternité à tous les peuples qui veulent recouvrer leur liberté. Un nouveau décret, du 15 décembre 1792, déclare que la France proclame la liberté et la souveraineté de tous les peuples chez lesquels elle a porté et elle portera les armes. Cependant le texte détaillé du décret met en évidence une tutelle du peuple libéré jusqu'à la fusion naturelle avec la France.
L'Assemblée générale des peuples souverains du Hainaut de Mons refuse le décret de la convention du 15 décembre 1792 ; la Convention française renvoie au Comité diplomatique, le 23 janvier 1793, la demande d'incorporation de la ville de Mons à la France.
À partir de mars 1793, la République française intègre progressivement à son territoire, par des décrets de la Convention, les provinces, villes, faubourgs et communes de l'État belge, en invoquant le souhait du peuple souverain : le décret du 2 mars 1793 déclare ainsi la réunion du pays de Hainaut, sous le nom de département de Jemmapes (quatre-vingt-sixième département). Le nom de Jemmapes fait référence à la victoire de Jemappes du 6 novembre 1792. Le département de Jemmapes est créé le 12 mars 1793, à la suite d'un vote favorable à l'annexion, arraché par la force des armes.
Le département succédait en partie à l'ancien comté de Hainaut (amputé des territoires déjà conquis au XVIIe siècle par Louis XIV) ; Charleroi faisait à l'origine partie du comté de Namur, tandis que les bonnes villes de Châtelet et Thuin dépendaient de la principauté de Liège. Le 23 mars de la même année, le bailliage de Tournai lui est rattaché.
De 1791 à 1793, le département de Jemmapes fournit un bataillon de volontaires nationaux.
Réoccupé par les Autrichiens le 2 avril 1793, le Hainaut est reconquis le 26 juin 1794 par les Français lors de la bataille de Fleurus. Le département n'est restauré que le 30 août 1795, le territoire étant considéré jusqu'à cette date comme pays conquis. Le décret du 1er octobre 1795 l'intègre au territoire français.
Le département disparaît à la fin de la domination française, le 15 septembre 1814.

## Géographie
Ses limites correspondaient approximativement au territoire de l'actuelle province wallonne de Hainaut en Belgique, sauf une enclave incluse dans le département du Nord et les anciennes communes de l'arrondissement de Mouscron, détachées de la Flandre-Occidentale en 1963.
Son chef-lieu était Mons.

### Arrondissements et cantons
Le département de Jemmapes était divisé en trois arrondissements :
- l'arrondissement de Mons, comprenant les cantons de Boussu, Chièvres, Dour, Enghien, Lens, Mons-Nord, Mons-Sud, Pâturages, Le Rœulx et Soignies ;
- l'arrondissement de Charleroi, composé des cantons de Beaumont, Binche, Charleroi (cantons 1 et 2), Chimay, Fontaine-l'Évêque, Gosselies, Merbes-le-Château, Seneffe et Thuin ;
- l'arrondissement de Tournai, regroupant les cantons d'Antoing, Ath, Celles, Ellezelles, Frasnes-lez-Anvaing, Lessines, Leuze-en-Hainaut, Péruwelz, Quevaucamps, Templeuve et Tournai (cantons 1 et 2).

## Liste des commissaires, préfets et députés

### Commissaires
- ? (12 mars 1793 - 2 avril 1793)
- Bazin 1795-179?
- Jean-Baptiste-Martial Pradier (1798-1799)

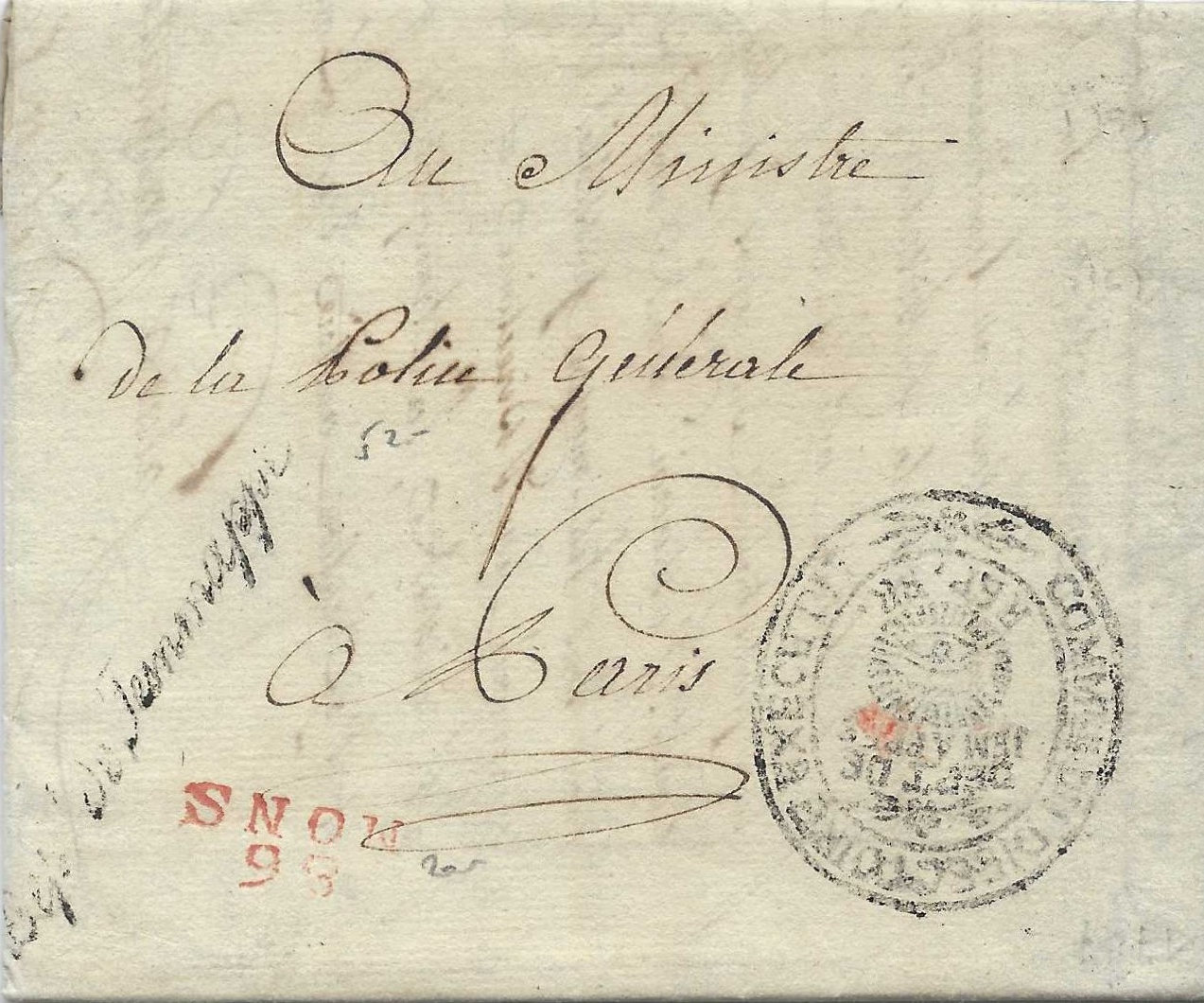
Lettre du Commissaire du Directoire exécutif du département de Jemappes 7 Vendémaiare An VI

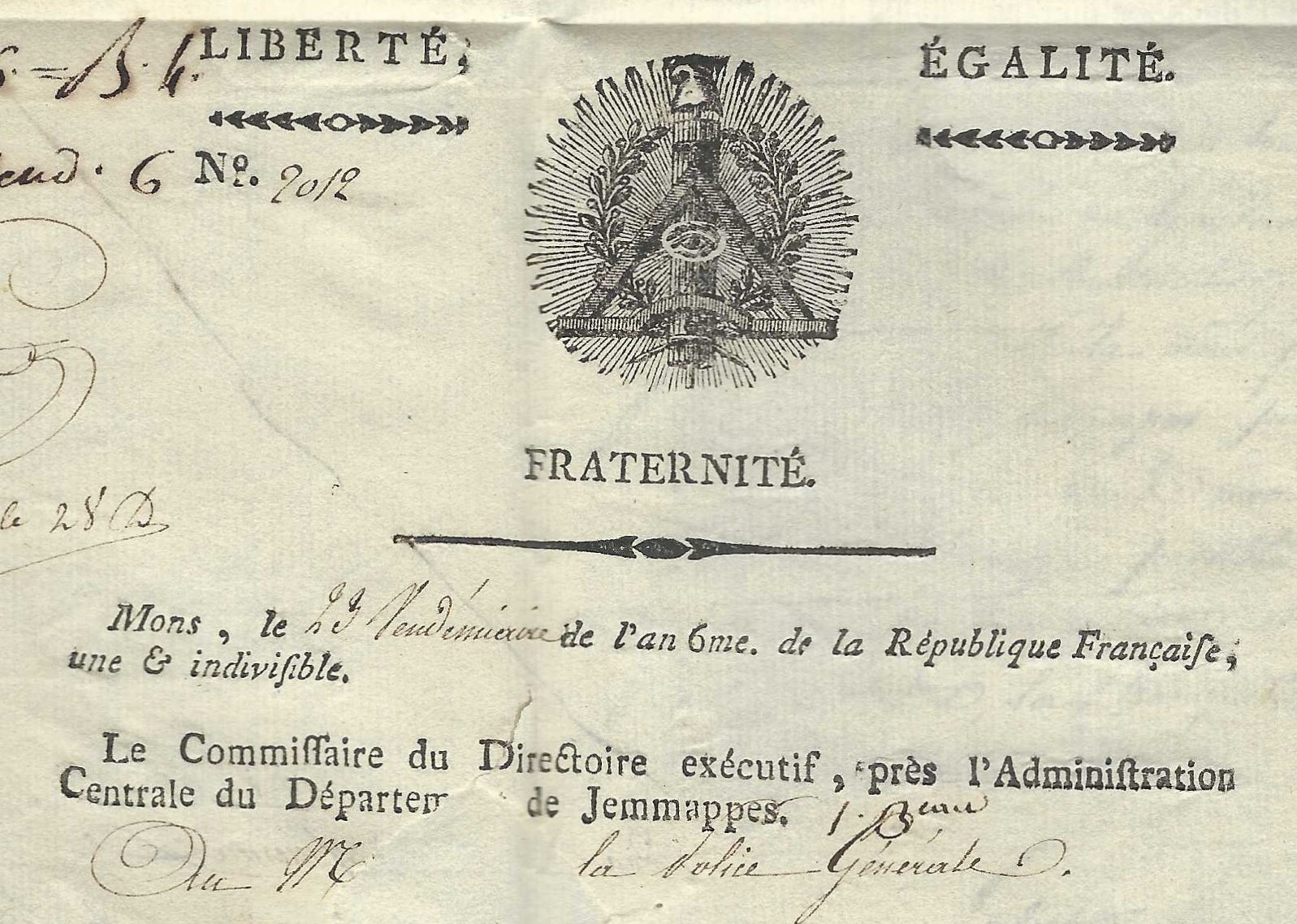
En-tete du Commissaire du Directoire exécutif du département de Jemappes 7 Vendémaiare An VI

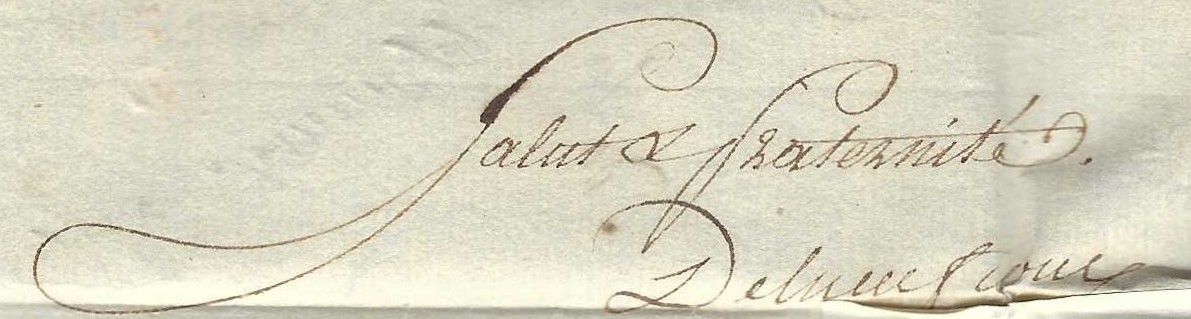
signature du Commissaire du Directoire exécutif du département de Jemappes 7 Vendémiaire An VI

- ? (1799-1800)

### Préfets
| Période          | Période | Identité                                    | Fonction précédente | Observation |
| ---------------- | ------- | ------------------------------------------- | --- | --- |
| 2 mars 1800      | 1805    | Jean Baptiste Étienne Garnier               | Député aux états généraux de 1789 Procureur général près de la Cour des comptes                                                                                                | |
| 1er février 1805 | 1810    | Patrice-Charles-Gislain de Coninck          | Préfet de l'Ain | Passe à la préfecture des Bouches-de-l'Escaut |
| 7 août 1810      | 1812    | Jean-Baptiste Maximilien Villot de Fréville | Membre du Tribunat | Intendant de la province de Valence Préfet du Vaucluse Préfet de la Meurthe (1813-1814) Maître des requêtes (Première Restauration) Conseiller d'État (Seconde Restauration) Pair de France (monarchie de Juillet) |
| 9 mars 1812      | 1814    | Pierre-Clément de Laussat                   | Député des Basses-Pyrénées au Conseil des Anciens Membre du Tribunat Préfet colonial en Louisiane (1802) Préfet colonial de la Martinique (1804) Préfet des Deux-Nèthes (1812) | Préfet du Pas-de-Calais (Cent-Jours) Représentant à la Chambre des Cent-Jours |

### Député
- 14 avril 1798 - 26 décembre 1799 : Charles François Joseph Foncez